# Neuf (carte à jouer)
Pour les articles homonymes, voir Neuf.

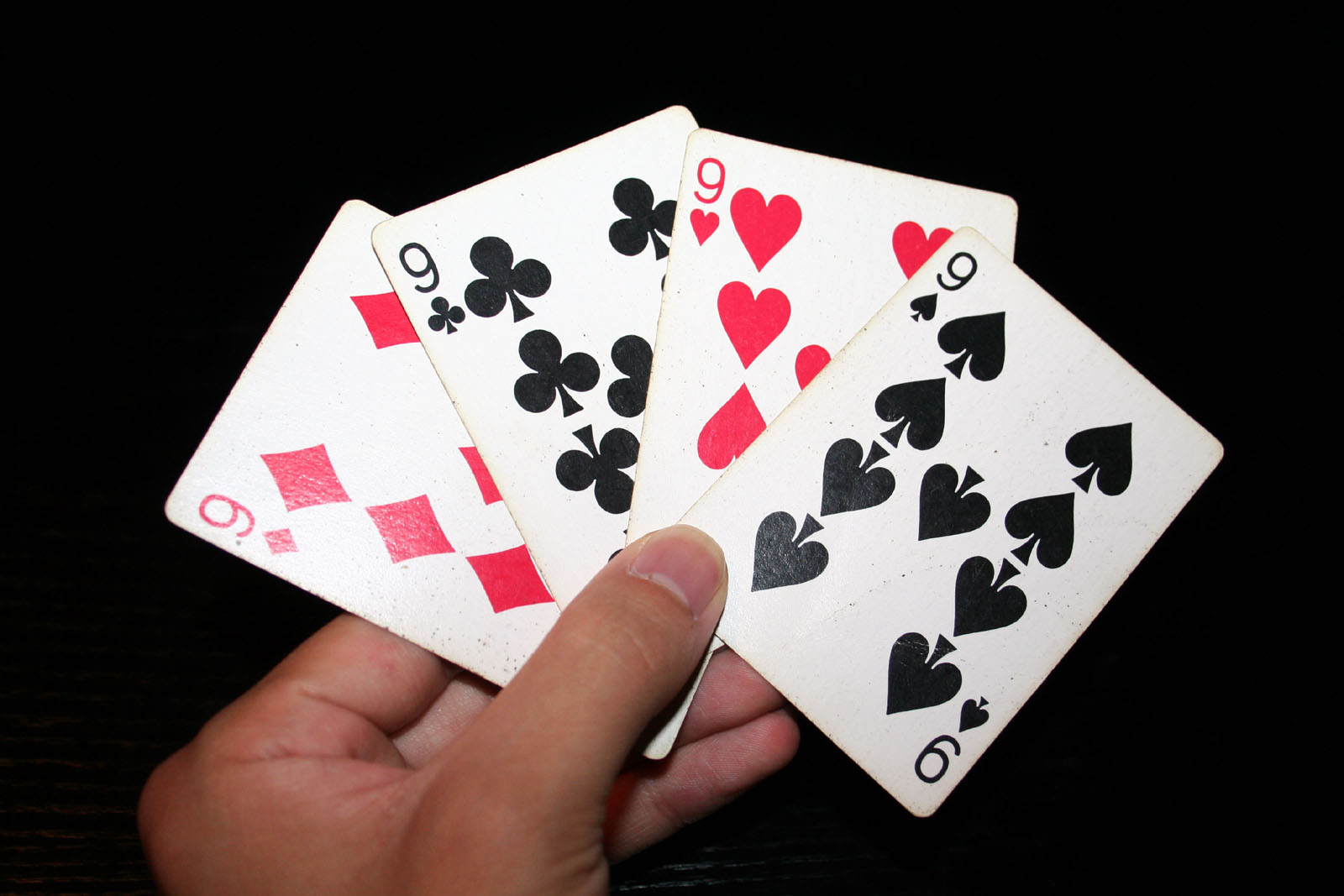
Une main de quatre neuf portant les enseignes françaises.

Le neuf est une valeur de carte à jouer.

## Historique
Si l'origine précise des cartes à jouer n'est pas connue, elles se sont diffusées en Europe par l'intermédiaire du monde arabe. Les cartes de tarot existent en Italie au début du XIVe siècle, tandis que les cartes non spécifiques au tarot apparaissent en Espagne 50 ans auparavant. Ces jeux de cartes comportent la valeur « neuf ».
Pour des raisons pratiques et budgétaires (adaptation des cartes à différents jeux, réduction des coûts lors de l'impression, etc.), les jeux de tarot voient leur nombre de cartes diminuer, par suppression des atouts et des cartes de faible valeur. Tous les pays ne conservent pas les mêmes cartes, ni le même nombre de cartes au total. Par conséquent, les neuf restent présents dans les paquets de cartes traditionnels de certains pays, tandis qu'ils sont absents d'autres.
- Les cartes suivantes proviennent du tarot de Visconti-Sforza, imprimé vers 1450 en Italie du Nord[3] :

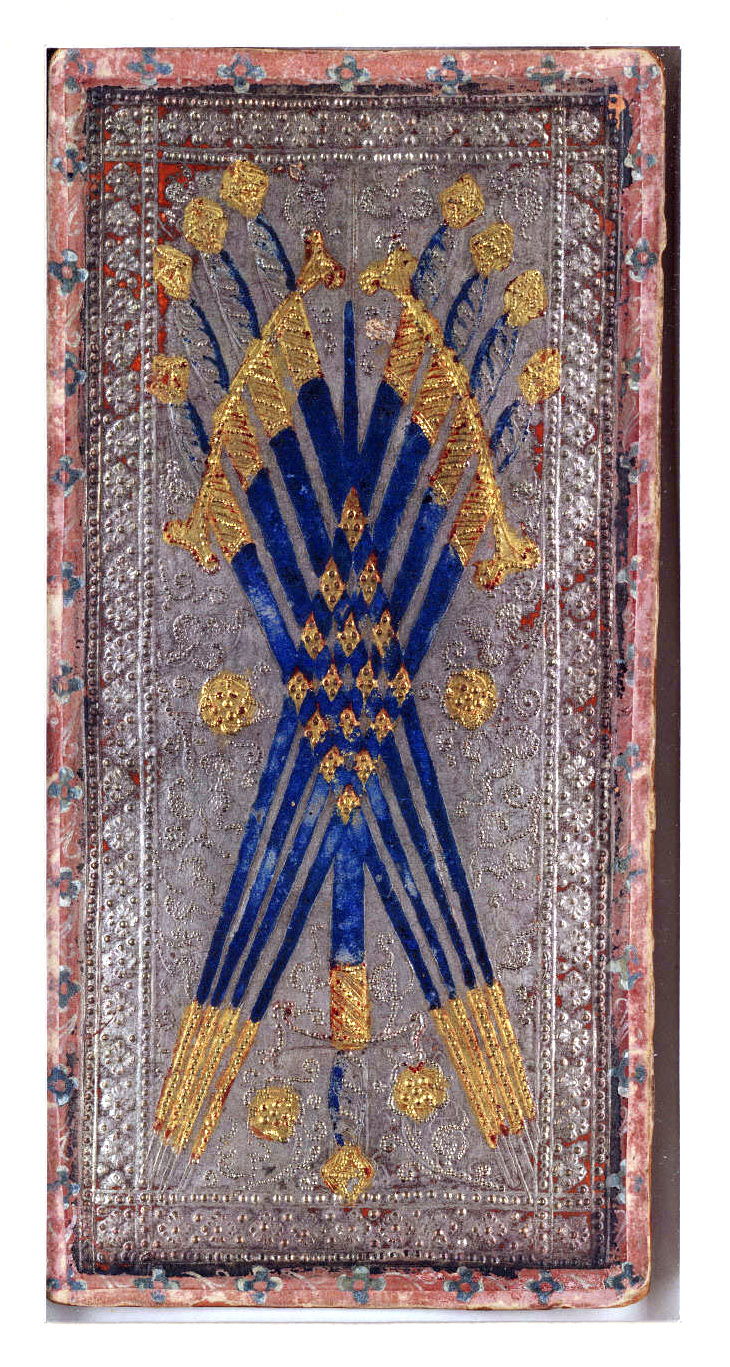
Neuf d'épée.
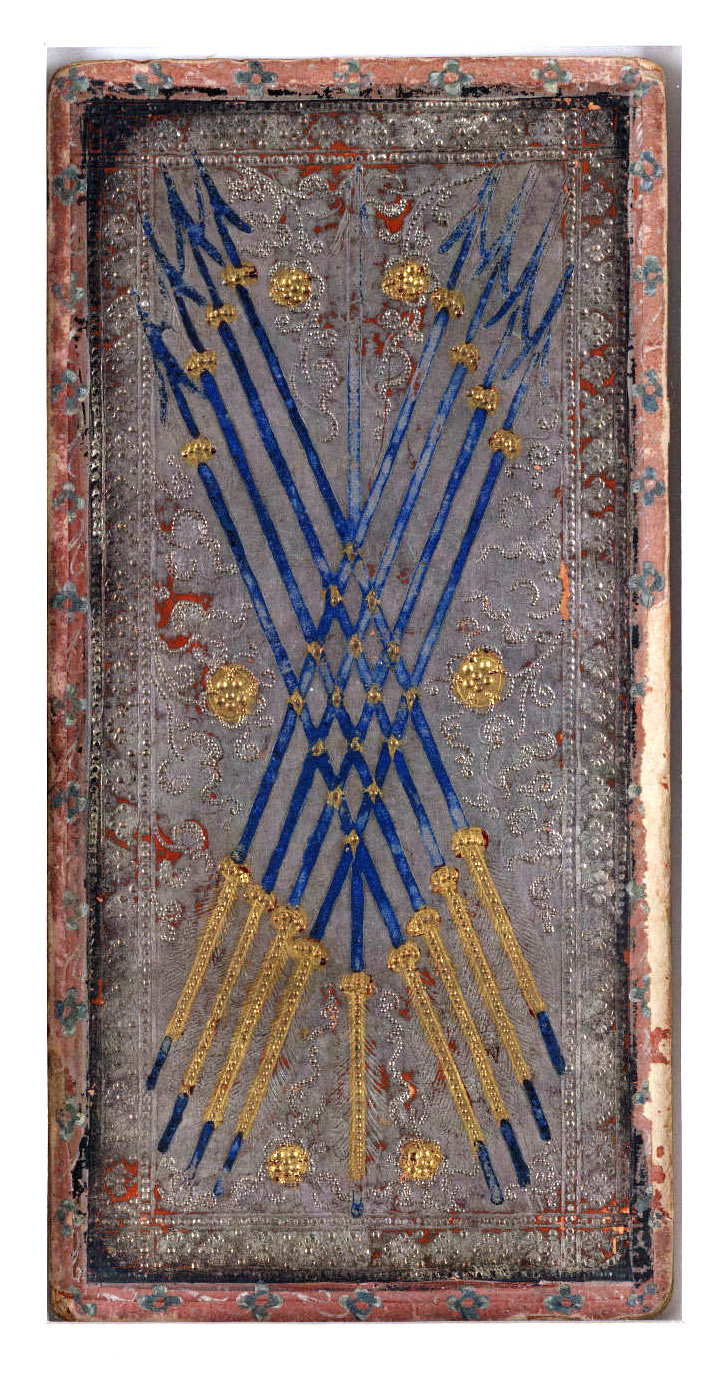
Neuf de flèche (bâton).
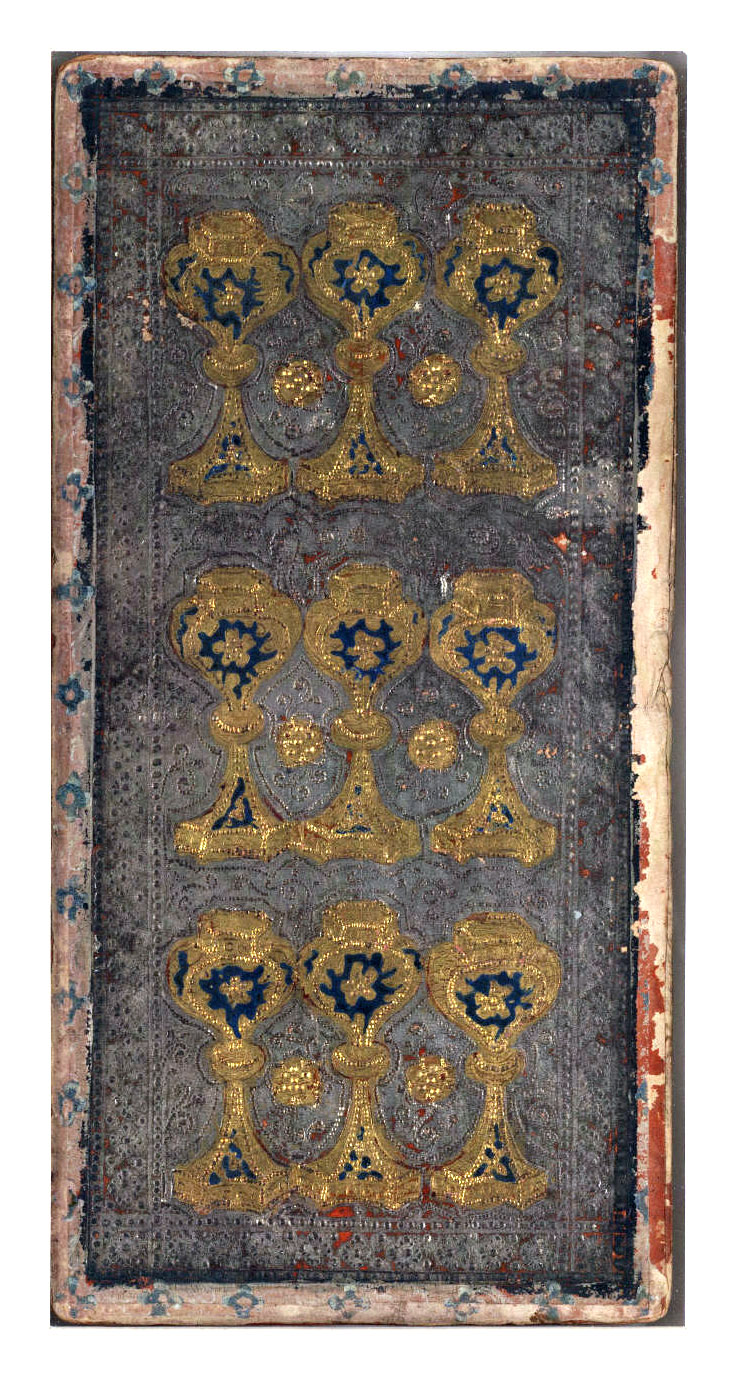
Neuf de coupe.
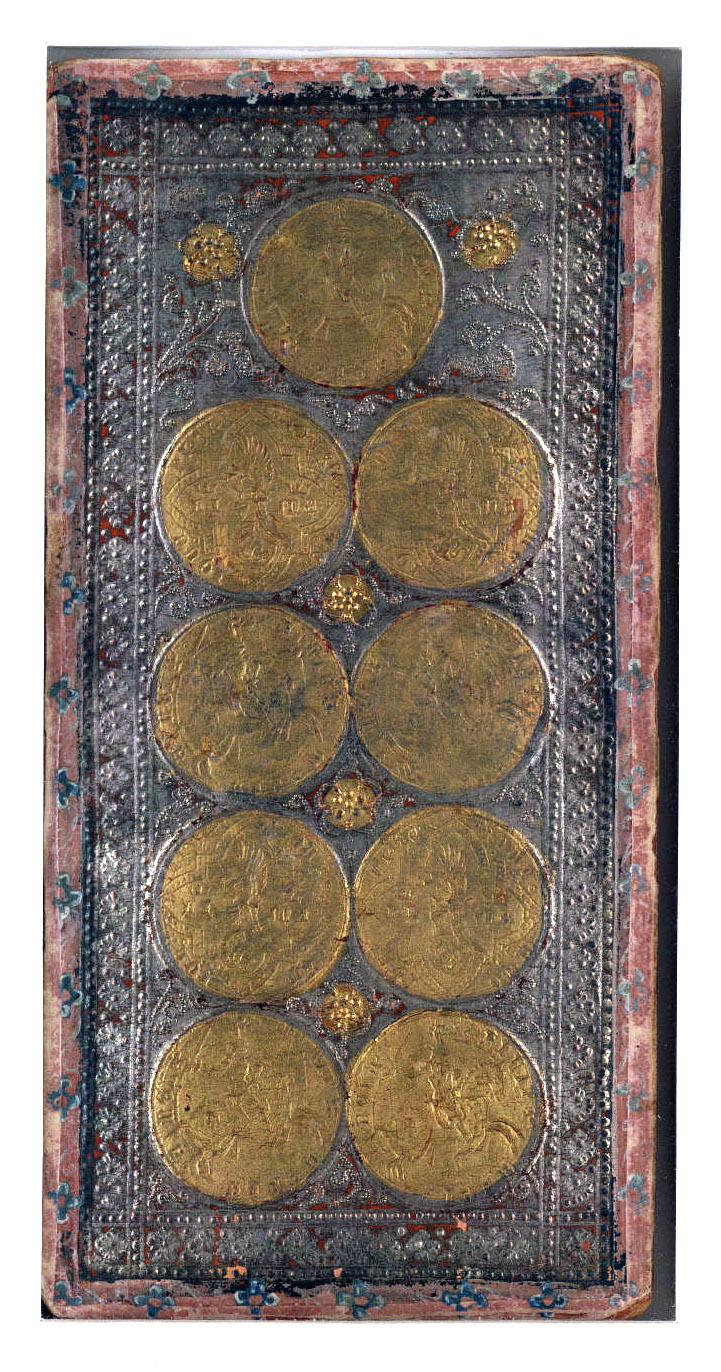
Neuf de denier.

- Tarot de Wüst (fin du XIXe siècle, Francfort), prédécesseur du Tarot nouveau (actuellement utilisé en France pour le jeu de tarot) :

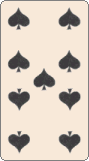
Neuf de pique
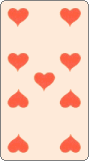
Neuf de cœur
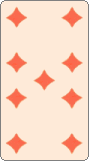
Neuf de carreau
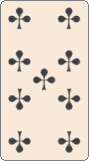
Neuf de trèfle

## Usage

### Tarot
Le neuf apparaît dans les paquets de la plupart des jeux de tarot, entre le huit et le dix. Les enseignes et le dessin des cartes varient suivant les pays.
En France, les enseignes françaises sont généralement utilisées. Les cartes font usage d'un format assez long (60 × 120 mm), permettant de conserver en main un nombre de cartes assez fourni. Le style le plus courant est le Tarot nouveau, dessiné à la fin du XIXe siècle. Dans ce style, la valeur des neuf est indiquée par neuf enseignes : deux en haut, deux au quart, deux aux trois-quarts, deux en bas, et la dernière au centre ; les quatre enseignes inférieures sont orientées en sens contraire (permettant de lire la carte dans n'importe quel sens). La valeur « 9 » et l'enseigne sont indiqués dans chaque coin. Aucun autre dessin ne figure sur les cartes.

### Variations régionales
Du fait de l'évolution différente des jeux de cartes en Europe, le neuf n'apparait pas dans toutes les régions :
Le neuf est présent dans les types de paquets suivants :
- - Jeu de 52 cartes (as, valeurs de 2 à 10, valet, dame et roi) :
    - Ce type de jeu est traditionnellement utilisé dans le nord de l'Italie, où il est muni des enseignes latines (bâtons, coupes, deniers et épées)[4],[1]
    - Avec les enseignes françaises (piques, cœurs, carreau et trèfles), il est largement répandu internationalement.

  - Jeu de 48 cartes (valeurs de 1 à 9, valet, cavalier et roi), utilisé en Espagne avec les enseignes latines[5],[1]
  - Jeu de 32 cartes (valeurs de 7 à 10, valet, dame, roi et as).

Le neuf n'est pas présent dans le jeu de 40 cartes, dans sa variante portugaise (valeurs de 2 à 8, valet, cavalier, roi) ou espagnole et italienne (valeurs de 1 à 7, valet, cavalier, roi).
La valeur des neuf dépend des jeux et des régions.
La galerie suivante présente les neuf d'un jeu de cartes muni des enseignes françaises :

Neuf de pique
Neuf de cœur
Neuf de carreau
Neuf de trèfle

La galerie suivante présente les neuf d'un jeu de cartes allemand muni des enseignes germaniques :

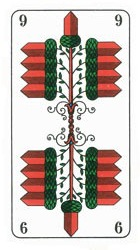
Neuf de gland
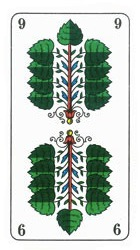
Neuf de feuille
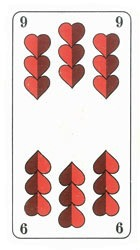
Neuf de cœur
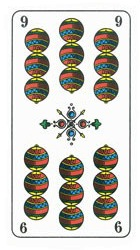
Neuf de grelot